# Смородиновый сок

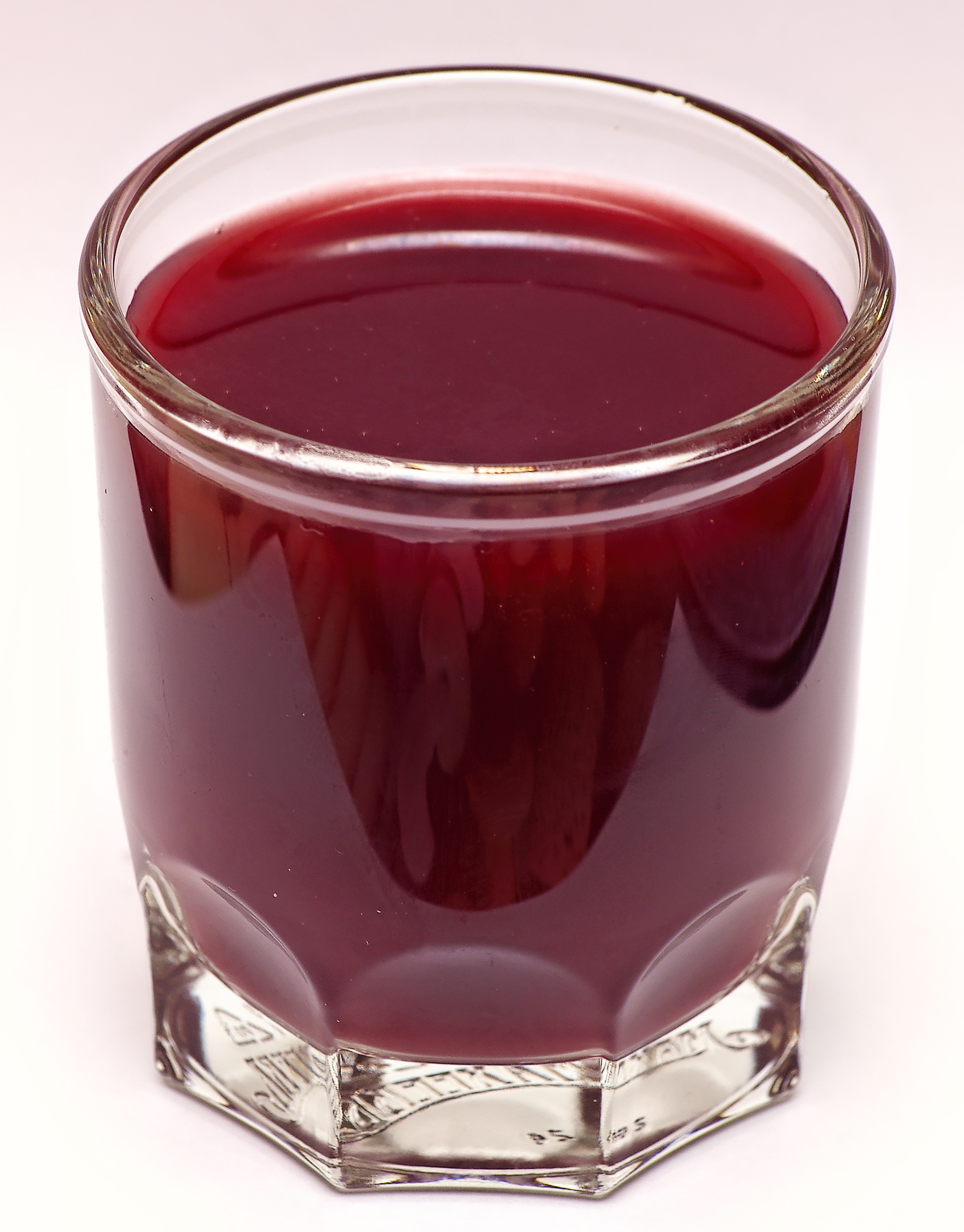
Сок из чёрной смородины

Смородиновый сок — ягодный сок, получаемый из ягод красной или чёрной смородины. Смородиновый сок выпускают натуральным или подслащённым — с добавлением сахара. Для производства сока рекомендуются сорта чёрной смородины: Голиаф, сентябрьская Даниэля, неаполитанская, Лия плодородная, Коронация, Чудо Жиронды; красной: Воршевич, Красный крест, вишнёвая красная, голландская. В 100 г сока из чёрной смородины содержится до 200 мг витамина С. Сок чёрной смородины может быть непрозрачным.
В промышленном производстве смородинового сока ягоду измельчают до кашеобразного состояния в мезгу. Полученную массу чёрной смородины для более эффективного выхода сока нагревают с небольшим количеством воды (до 15 %) при температуре 80—85 °C в течение 15—20 минут или обрабатывают ферментным препаратом плесневых грибов при температуре 45 °C. Красную смородину подобной обработке не подвергают. После прессовки мезги выход сока составляет из чёрной смородины 63 %, из красной — 70 %. Сок разливают в стеклянную тару и пастеризуют.